# Wolfgang Harms (Maler)

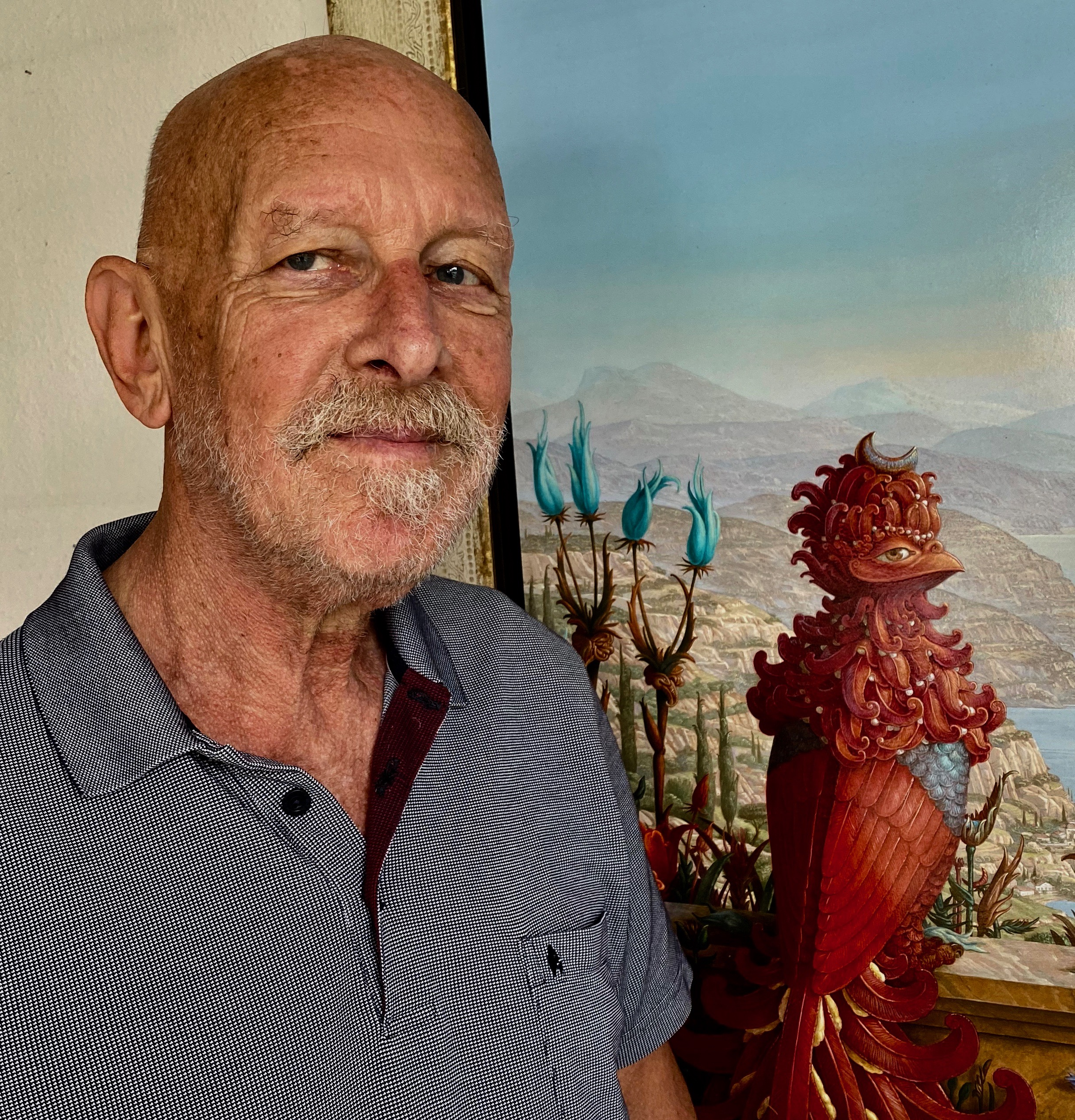
Wolfgang Harms (2020)

Wolfgang Harms (* 3. Mai 1950 in Unterbissingen, Bayern) ist ein deutscher Kunstmaler, dessen Ölgemälde, Wandmalereien, Grafiken und Zeichnungen hauptsächlich dem „phantastischen Realismus“ zugeordnet werden. Er lebt und arbeitet in Nürnberg.

## Leben und Werk

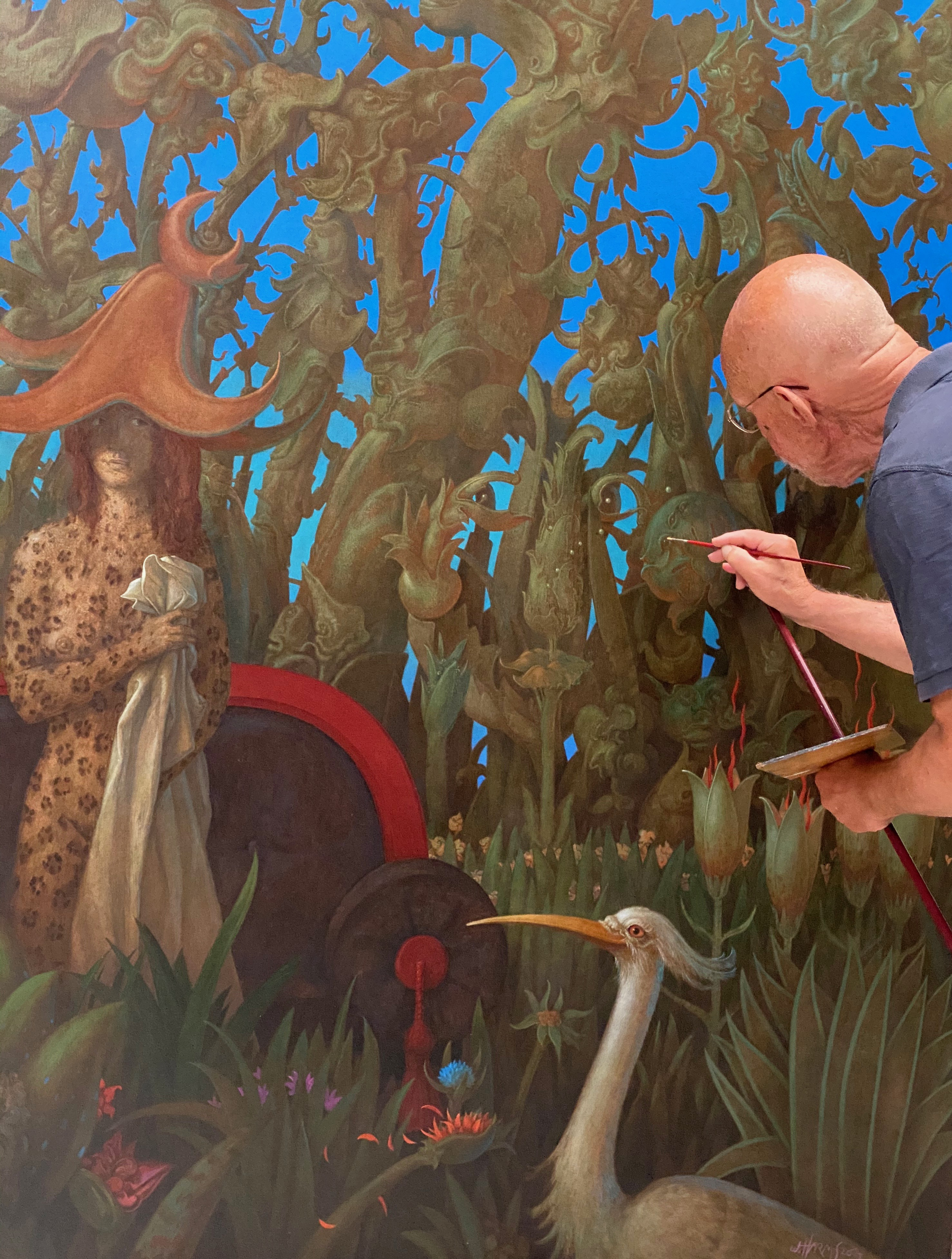
Wolfgang Harms in seinem Atelier

Nach Lehre und Fachhochschule in Augsburg studierte Harms ab 1972 an der Akademie der Bildenden Künste Nürnberg. Von 1978 bis 1983 war er Assistent von Prof. Günter Voglsamer, der dort Wandmalerei und freie Malerei lehrte. 1981 erhielt er ein Stipendium für die Sommerakademie in Salzburg, wo er Ernst Fuchs kennenlernte, den Mitbegründer der Wiener Schule des Phantastischen Realismus. Harms, der sich damals in seiner Kunstauffassung von Fuchs bestätigt fand, entwickelte danach einen eigenen, an altmeisterlicher Ästhetik und Technik orientierten Stil. In ihrer handwerklichen Perfektion und intensiven Farbenpracht verweisen seine Tafelgemälde und Wandmalereien auf die Werke der großen Renaissance-Künstler. Die kennzeichnende Formensprache wird als phantastisch-realistisch bezeichnet. Harms gilt ferner als einer der namhaftesten Vertreter der trompe-l’oeil-Malerei.
Einer breiten Öffentlichkeit bekannt wurde Harms vor allem durch seine Wandmalereien im öffentlichen Raum. 1986 beauftragte ihn die Stadt Nürnberg mit einem Gestaltungsvorschlag zur Rekonstruktion der im Zweiten Weltkrieg zerstörten Dürerschen Wandmalereien im historischen Rathaussaal. Die Pläne wurden nie realisiert. 1987 bemalte er im Auftrag der Stadt einen städtischen Hochbunker, den sogenannten „Bleißweißbunker“. Für Max Grundig gestaltete er in dessen Schlosshotel Bühlerhöhe bei Baden-Baden einige Wände, danach auch im Berliner Café Möhring am Kurfürstendamm. Es folgten etliche öffentliche und private Aufträge für Wandgestaltungen in mehreren europäischen Ländern und in Afrika. 1991 bemalte er einen Teil des Präsidentenpalastes in Abuja/Nigeria.
Parallel dazu schuf er in aufwändiger Lasurtechnik zahlreiche zum Teil großformatige Tafelbilder, auf denen er nicht zuletzt einige seiner bevorzugten figurativen Motive, wie Mondvogel und Blütenbläser variierte. Sie wurden hauptsächlich von privaten Auftraggebern erworben. Für das Umweltmagazin Natur entwarf Harms Titelseiten (Nr. 11, 1982: „Äpfel auf dem Prüfstand“, Nr. 2, 1983: „Möwen. Massenvermehrung durch Wohlstandsmüll“, Nr. 3, 1983: „Rot. Optischer Magnet in der Natur“. Nr. 5, 1983, „Böden. Bergwerke des Lebens“).
Erklärtermaßen verweigert sich der Künstler kommerziell orientierten Kunstmoden. Er wünsche sich, so formulierte er es in einer Ausstellungseröffnung, „Artenvielfalt nicht nur in der Natur, sondern auch Artenvielfalt in der Kunst“.

## Kritiken/Pressestimmen
„Aber dann gibt es doch auch die heimlichen Widerhaken, gleichsam von der Art der Zangen und Sägezähne, mit denen Wolfgang Harms seine prächtig altmeisterlich gemalten Blüten und Früchte bewaffnet.“

„Wolfgang Harms. Ein Malerfürst, der ohne Allüren auskommt. Er ist am Puls der Zeit tätig, hat aber dabei ein feines Gespür für die menschliche Gefühlswelt.“

„Wie raffiniert geschliffene Edelsteine, die in allen möglichen Farben und Farbabstufungen schillern, wirken des Künstlers Darstellungen von üppig wuchernden Mischformen aus Vögeln, Pflanzen, Menschen und Architekturen.“

„Er setzt mit seinen Arbeiten den Widersprüchen unserer schnelllebigen Zeit die stete Gültigkeit der Kunst entgegen.“

## Ausstellungen (Auswahl)
- 1975 bis 1982 Beteiligung Kunstsalon München
- 1978 Tiroler Sommer, Innsbruck
- 1980 European Galerie Onishi Nagoya, Japan
- 1988 Wolframs-Eschenbacher Kulturtage
- 1999 Kloster Benediktbeuern und Germanisches Nationalmuseum, Nürnberg
- 2002 Künstlerhaus Nürnberg
- 2005 Salon d’automne Paris und Galerie Bos, Den Haag
- 2006 Haus der Kunst, München
- Salon des Artisten Independants, Paris
- 2007 „Meister des Augentäuschens in der Malerei der Gegenwart“, Fembohaus Nürnberg
- 2009 „Dantes göttliche Komödie“, Stadthalle Viechtach
- 2010 „Macht der Phantasie“, Barockschloss Riegersburg, Österreich
- 2011 „art-imaginär-2011“, Herrenhof Neustadt-Mußbach
- 2013 Einzelausstellung im Schloss Höchstädt/Donau
- 2014 „Innenansichten Weltbetrachtungen“ – Ausstellungszentrum Pyramide im Zentrum für Kultur- und Zeitgeschichte, Berlin
- 2015 „fantastic art“-Galerie Jacobsa, Nürnberg
- 2016 „kunstvereint“ – fränkische Künstler im Bayerischen Landtag, München
- 2017 „Mondvogel und Blütenbläser“, historische Rathaushalle, Kitzingen
- 2019 „Fantastische Freunde“, Galerie Jacobsa, Nürnberg